# Катастрофа в планината Еребус
Катастрофата в планината Еребус се случва на 28 ноември 1979 г., когато самолетът, който обслужва полет 901 на „Еър Ню Зеланд“, влетява в планината Еребус на остров Рос, Антарктида и убива всички 237 пътници и 20 души екипаж на борда. „Еър Ню Зеланд“ изпълнява редовни полети за разглеждане на антарктически забележителности с опитен водач от 1977 г. „Макдонъл Дъглас DC-10-30“, който изпълнява този полет, напуска летището в Окланд сутринта и по план трябва да прекара няколко часа над антарктическия континент, преди да се върне в Окланд вечерта през Крайстчърч.
След като „Еър Ню Зеланд“ информира пресата, че самолетът е изгубен, спасителни екипи започват търсене, но не откриват нищо. Екипаж на самолет на ВМС на САЩ открива неидентифицирани отломки по протежение на планината Еребус, за които по-късно потвърждава, че са от полет 901 и няма оцелели. Повечето от телата (някои не са открити) и фрагментите от самолета са върнати обратно в Оукланд за идентифициране. Въпреки че мястото на катастрофата е в една от най-изолираните части на света, са налични фотографски кадри и видео от моментите преди катастрофата; повечето пътници носят камери, които използват.
Първоначалното разследване заключава, че инцидентът е причинен от пилотска грешка, но общественото недоволство довежда до създаването на комисия за разследване на катастрофата. Комисията стига до извода, че инцидентът е причинен от корекция, направена в координатите на траекторията на полета преди бедствието, съчетана с неуведомяване на екипажа за промяната, в резултат на което самолетът, вместо да бъде насочен от компютър надолу по залива Макмърдо, е пренасочен към планината Еребус. Докладът обвинява „Еър Ню Зеланд“ в представяне на „оркестрирана литания от лъжи“.
Повечето от останките все още са на мястото на катастрофата и се виждат при топенето на снега. Всички чартърни полети до Антарктида от Нова Зеландия са прекратени и не са възобновени до 2013 г. Инцидентът е най-смъртоносният за „Еър Ню Зеланд“, най-смъртоносният авиационен инцидент в Антарктика и едно от най-смъртоносните бедствия в мирно време в Нова Зеландия. 30 години по-късно авиокомпанията се извинява на близките на жертвите. През годините са изградени няколко мемориала на различни места в памет на жертвите.